# کازوهیکو کیشینو
کازوهیکو کیشینو (انگلیسی: Kazuhiko Kishino; ۱۴ فوریهٔ ۱۹۳۴ – ۲۲ فوریهٔ ۲۰۲۰) صداپیشگی اهل ژاپن بود.